# Bonamargy Friary
Bonamargy Friary är en klosterruin i Nordirland i Storbritannien. Närmaste större samhälle är Ballycastle, 2,9 km nordväst om Bonamargy Friary. 